# William Harold Hutt
William Harold Hutt, detto Bill (Londra, 3 agosto 1899 – 1988), è stato un economista inglese, che si definiva liberale classico, anche se è sicuramente inseribile nell'alveo degli economisti della scuola austriaca.

## Infanzia
Hutt nacque in una famiglia appartenente alla classe lavoratrice di Londra, il padre era compositore. Una volta finiti gli studi, l'ancora molto giovane Hutt divenne pilota, anche se non ebbe mai il diritto di volare prima della fine della prima guerra mondiale.

## Educazione
Hutt frequentò il London School of Economics and Political Science, college dove ottenne il suo bachelor avendo come professore il famoso economista britannico Edwin Cannan. Dopo aver ottenuto il bachelor nel 1924, Hutt iniziò a lavorare per una casa editrice, dove stette fino al 1927. Fu proprio in questo periodo che scrisse il suo primo saggio, The Factory System of the Early Nineteenth Century, pubblicato nel 1925.

## Carriera professionale
Nonostante l'ottenimento del titolo di studio, Hutt rimase per anni ancorato all'ambiente culturale del LSE, dove diresse anche delle classi fino al marzo del 1928, quando accettò un ruolo di spicco all'interno della University of Cape Town (UCT), in Sudafrica. Nel 1930 divenne segretario del commercio all'interno dell'UCT.
Nel suo libro sul contratto collettivo di lavoro, intitolato The Theory of Collective Bargaining e pubblicato nel 1930, Hutt criticò il luogo comune secondo il quale all'interno di un contratto il lavoratore sia in una posizione svantaggiata, luogo comune che spesso ha giustificato violenze ad opera dei sindacati. Ha anche criticato la definizione di "monopolio bilaterale" data al mercato del lavoro. Nonostante la sua dichiarata contestazione ai sindacati, non ha mai sostenuto apertamente la loro abolizione.
All'interno del mondo accademico creò molto scalpore la posizione nettamente di condanna all'apartheid sudafricana, posizione che li creò non pochi problemi.
È stato membro della Mont Pelerin Society. I lavori di Hutt furono particolarmente apprezzati ed esaltati dal nobel James M. Buchanan.

## Opere
- The Theory of Collective Bargaining, 1930
- Economists and the Public, 1936
- The Theory of Idle Resources: A Study in Definition, 1939
- Plan for Reconstruction, 1943
- The Failure of the "New Economics": An Analysis of the Keynesian Fallacies, 1959
- Keynesianism Retrospect and Prospect: A Critical Restatement of Basic Economic Principles, 1963
- The Economics of the Colour Bar: A Study of the Economic Origins and Consequences of Racial Segregation in South Africa, 1964
- Politically Impossible...?, 1971
- The Strike-threat System: The Economic Consequences of Collective Bargaining, 1973
- A Rehabilitation of Say's Law, 1974
- Individual Freedom: Selected Works of William H. Hutt, 1975
- The Keynesian Episode: A Reassessment, 1979